# Chevrolet Cruze (2001)
Chevrolet Cruze – samochód osobowy typu crossover klasy miejskiej produkowany pod amerykańską marką Chevrolet w latach 2001–2008.

## Historia i opis modelu

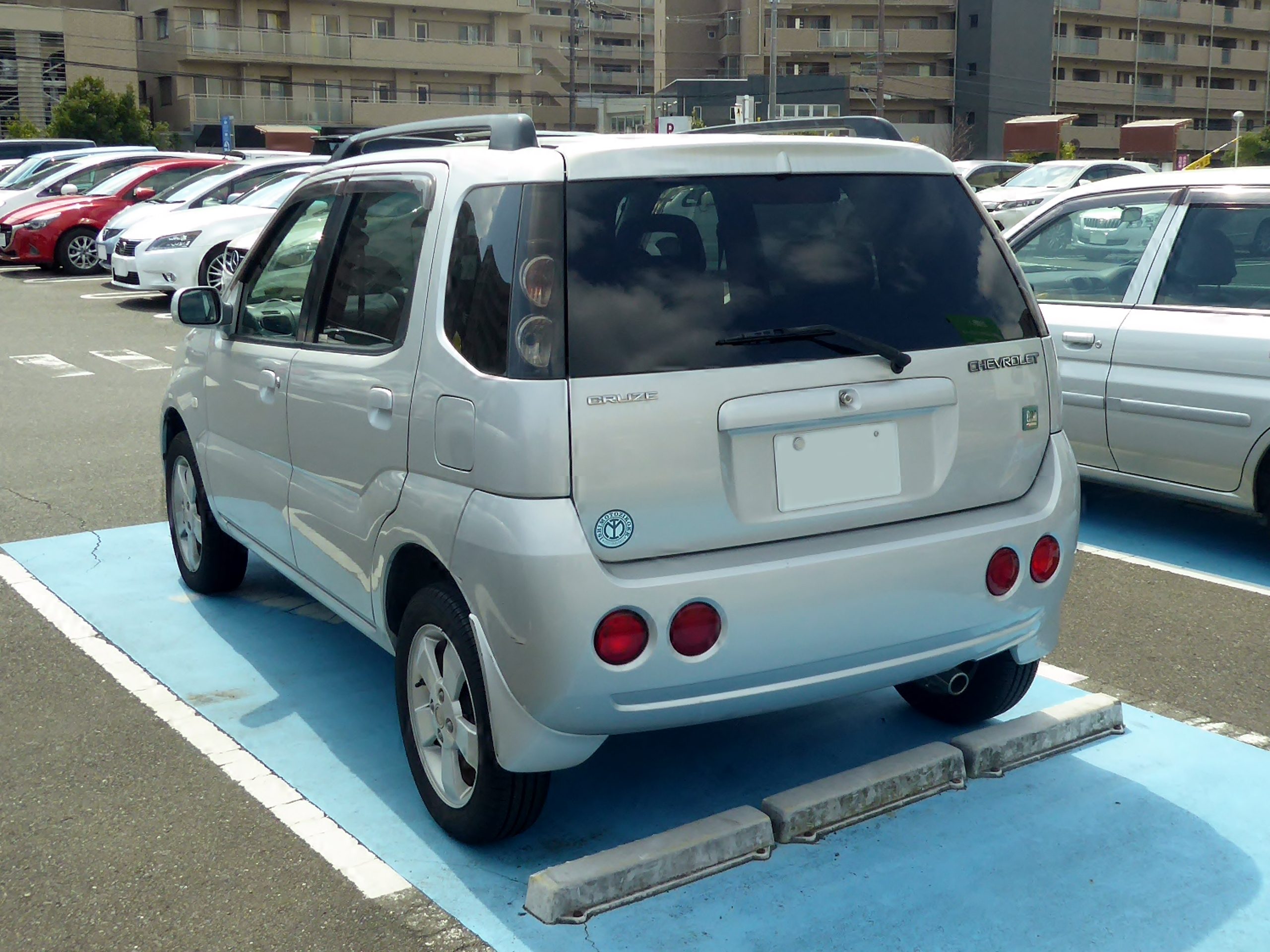
Chevrolet Cruze – tył

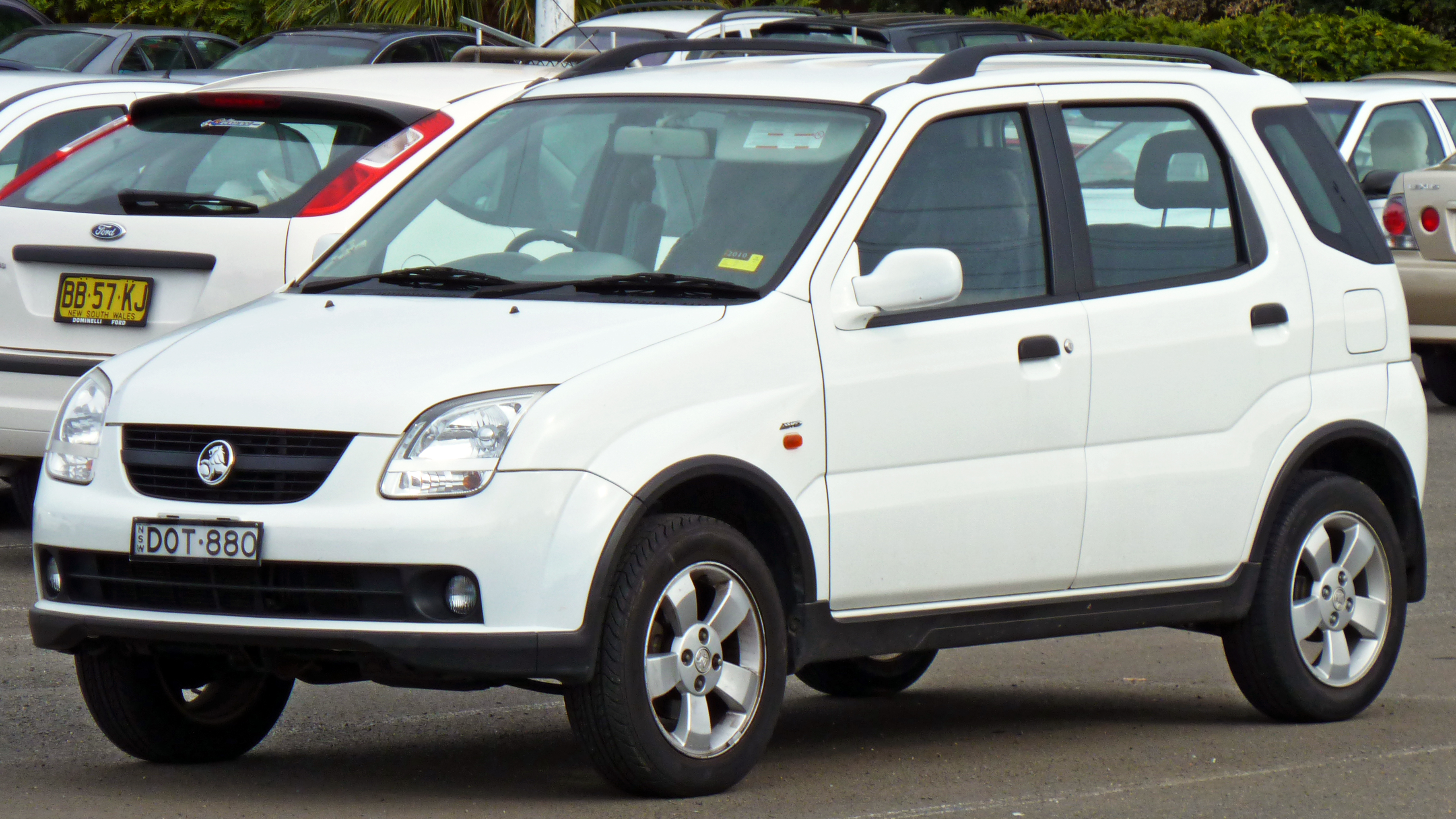
australijski Holden Cruze

Pierwszą zapowiedzią małego crossovera był zaprezentowany na Salonie w Tokio w 1999 roku prototyp Chevrolet YGM1 opracowany na bazie technologii Suzuki. Prace nad seryjnym modelem były wynikiem współpracy konstruktorów General Motors od australijskiego Holdena, a także japońskiego Suzuki, czego efektem był zaprezentowany w 2001 roku seryjny model pod nazwą Chevrolet Cruze. Cruze był pierwszym pojazdem Chevroleta oferowanym oraz produkowanym w Japonii od 1939 roku.
Samochód oferowany był z silnikami o pojemności 1.3 lub 1.5 litra, do wyboru były także 5-biegowa skrzynia manualna lub 4-biegowa automatyczna. Początkowo wariant przednionapędowy na obu rynkach wzbogacony został o opcję 4x4.

### Australia
Między 2002 a 2006 rokiem Chevrolet Cruze był importowany także do Australii i Nowej Zelandii, gdzie oferowano go pod lokalną marką Holden jako Holden Cruze.

### Silniki
- R4 1.3l M13A
- R4 1.5l M15A